# Gotowanie na parze

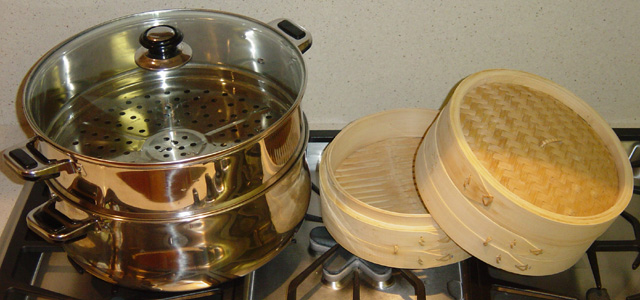
Zestaw naczyń do gotowania na parze

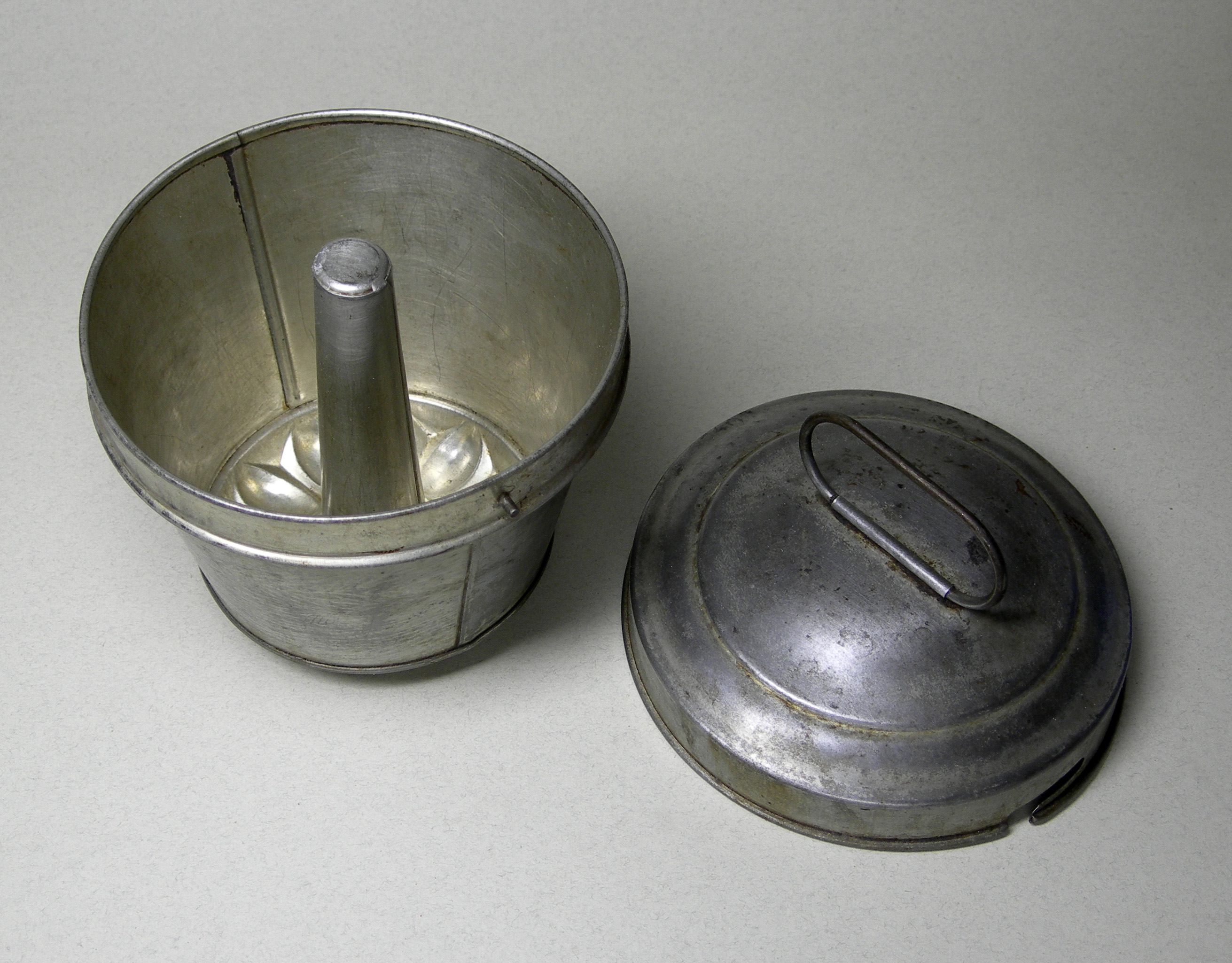
Forma budyniowa

Gotowanie na parze – rodzaj obróbki cieplnej produktu spożywczego polegający na:
- Umieszczeniu go na perforowanej wkładce, sicie lub koszyczku nad gotującą się wodą, a także pod przykryciem na krótki czas (zobacz też: cuscusera, parowar).
  - Ten sposób jest przydatny do przygotowywania delikatnych warzyw (np. brokułów), zapobiega utracie soli mineralnych i niektórych witamin, a także pozwala zachować naturalny kolor.
  - Tak przygotowany produkt często soli się po zakończeniu gotowania.
  - W ten sposób przygotowuje się niektóre kluski, np. pyzy drożdżowe, chińskie baozi czy indyjskie idli.
  - Ten sposób można również wykorzystać do odgrzewania produktów uprzednio gotowanych w wodzie np. czeskich knedlików, pierogów lub ryżu.
- Umieszczeniu go w zamkniętym naczyniu (np. formie budyniowej) zanurzonym częściowo w gotującej się wodzie.
  - W ten sposób przygotowuje się np. budynie[1].